# Naturpark Eisenwurzen (Niederösterreich)
Der Naturpark Niederösterreichische Eisenwurzen liegt im Mostviertel, im äußersten Südwesten von Niederösterreich. Er liegt zur Gänze im Gemeindegebiet von Hollenstein an der Ybbs. Die namensgebenden Eisenwurzen sind eigentlich eine viel größere Region und reichen auch in die benachbarte Steiermark. Der Naturpark umfasst das komplette Seeaubachtal und den größten Teil des Hammerbachtales. Der Hammerbach ist ein Nebenfluss der Ybbs.

## Natürliche Sehenswürdigkeiten
Der Naturpark liegt in den nördlichen Kalkalpen, die hier bis auf eine Seehöhe von 1774 Meter reichen (Hochkogel, höchster Punkt des Gamssteins). Durch die schwierige Erreichbarkeit dieser Mittelgebirgslandschaft haben sich hier auch einige urwaldähnliche Gebiete erhalten, wo verschiedene, seltene Arten von Spechten, Käuze und Greifvögel beheimatet sind. Besonders hervorzuheben ist die ausgeprägte Raubtierfauna mit Braunbär und Luchs. Diese beiden Tierarten zählen wohl zu den seltensten Raubtierarten Europas und durchstreifen die unzugänglichen Bereiche des Naturparks.
Natürliche freie Flächen bilden einige Waldmoore, daneben gibt es von Menschen geschaffene, extensiv genutzte Weideflächen.

## Errichtete Sehenswürdigkeiten
- Wie der Name Hammerbach bereits vermuten lässt, entstanden entlang dieses Baches einige Wasser getriebene Hammerschmieden, innerhalb des Naturparks wurde der Wentsteinhammer restauriert und dient als Schauschmiede. Ein überdachter Grill- und Spielplatz  befindet sich unmittelbar neben dieser Anlage.
- Der Treffenguthammer ist ebenfalls eines der wenigen erhaltenen Hammerwerke entlang des Hammerbaches. 2001 wurde der Treffenguthammer revitalisiert und die Schmiederunde Hollenstein kümmert sich um den Betrieb der alten Schmiede. Im unteren Teil befinden sich Hammerschmiede und die Zwergenschmiede, wo Besucher auch aktiv mitmachen können. Im Obergeschoß wurde ein multifunktioneller Raum eingerichtet, der für Seminare oder Feiern angemietet werden kann. Der Außenbereich wurde um einen Spielplatz und einen Spielbach für Kinder erweitert. Schmiedevorführungen werden jederzeit nach Voranmeldung organisiert werden. Im Juli und August ist die Schauschmiede jeden Mittwoch von 18:00 bis 20:00 Uhr geöffnet (Stand Juli 2019)[2]
- Im Naturpark wurden Themenwege angelegt und in der Promau eine Rindenhütten – ein Unterschlupf für Holzfäller aus Baumrinden und wenigen Holzstangen – errichtet. Früher dienten diese als Waldlager.
- 25 km Wanderwege auf Steigen und Forststraßen führen durch den Naturpark NÖ Eisenwurzen, zusätzlich 4 km lange Nordic-Walking-Strecke.
- Mountainbike-Streckennetz mit Touren in verschiedensten Schwierigkeitsgraden.
- Auf 1.280 m Seehöhe, liegt die bewirtschaftete Kitzhütte und bietet Übernachtungsmöglichkeiten auf Matratzenlager für bis zu 25 Personen (von 25. Mai bis 31. Oktober geöffnet).[3]
- Das Naturparkinformationszentrum befindet sich im Tourismusbüro am Dorfplatz von Hollenstein an der Ybbs

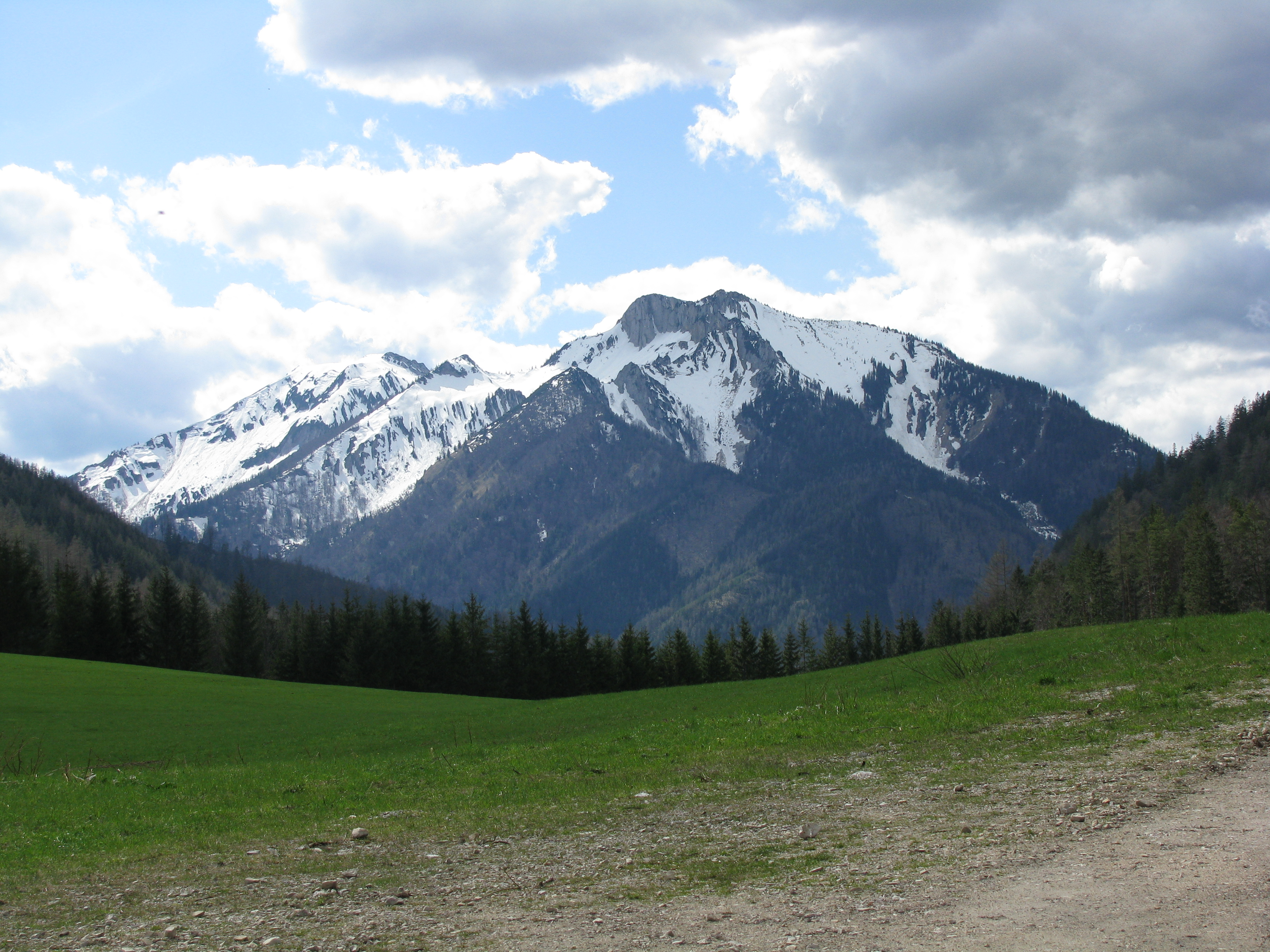
Voralm
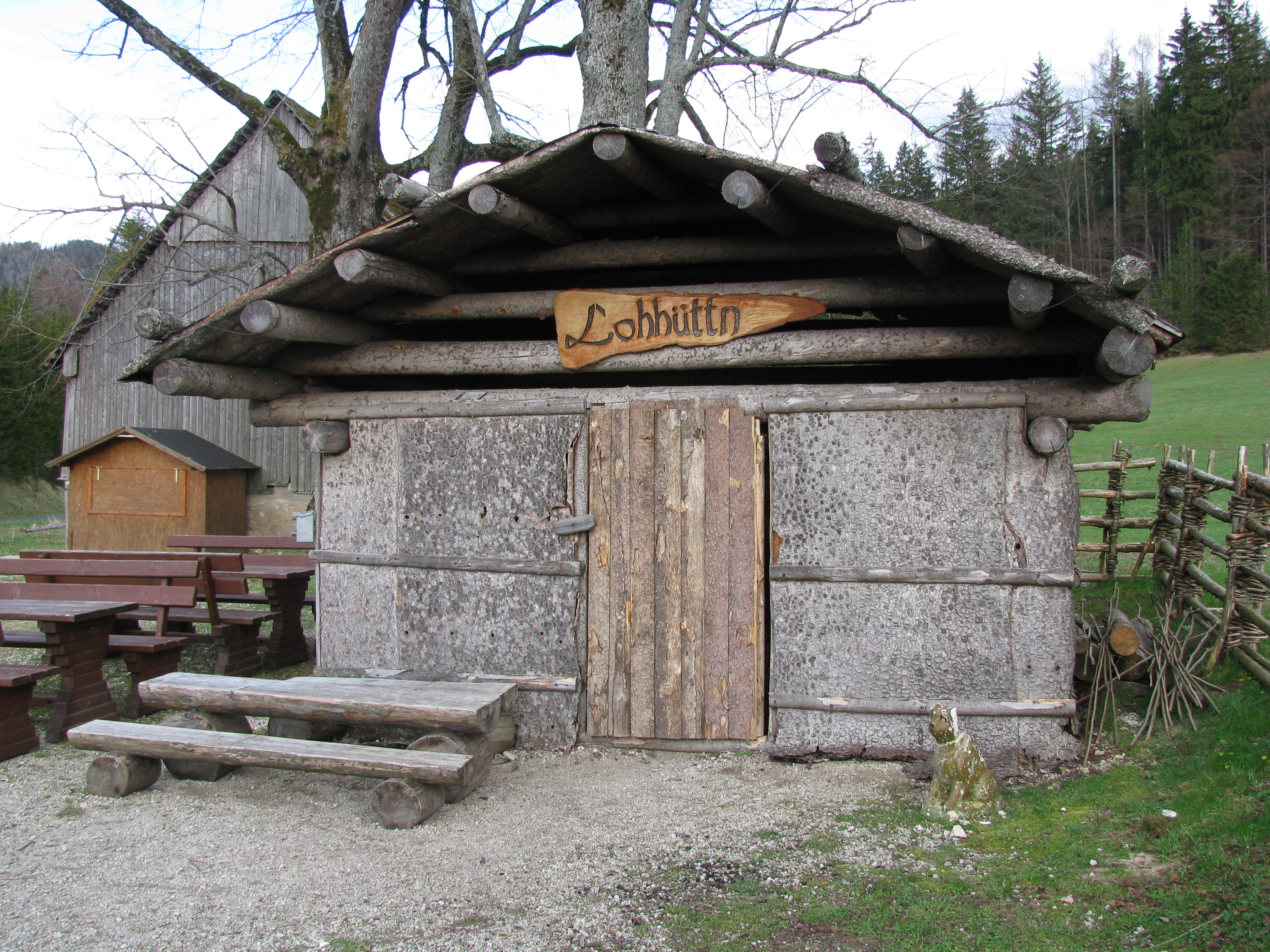
Lohhüttn Promau
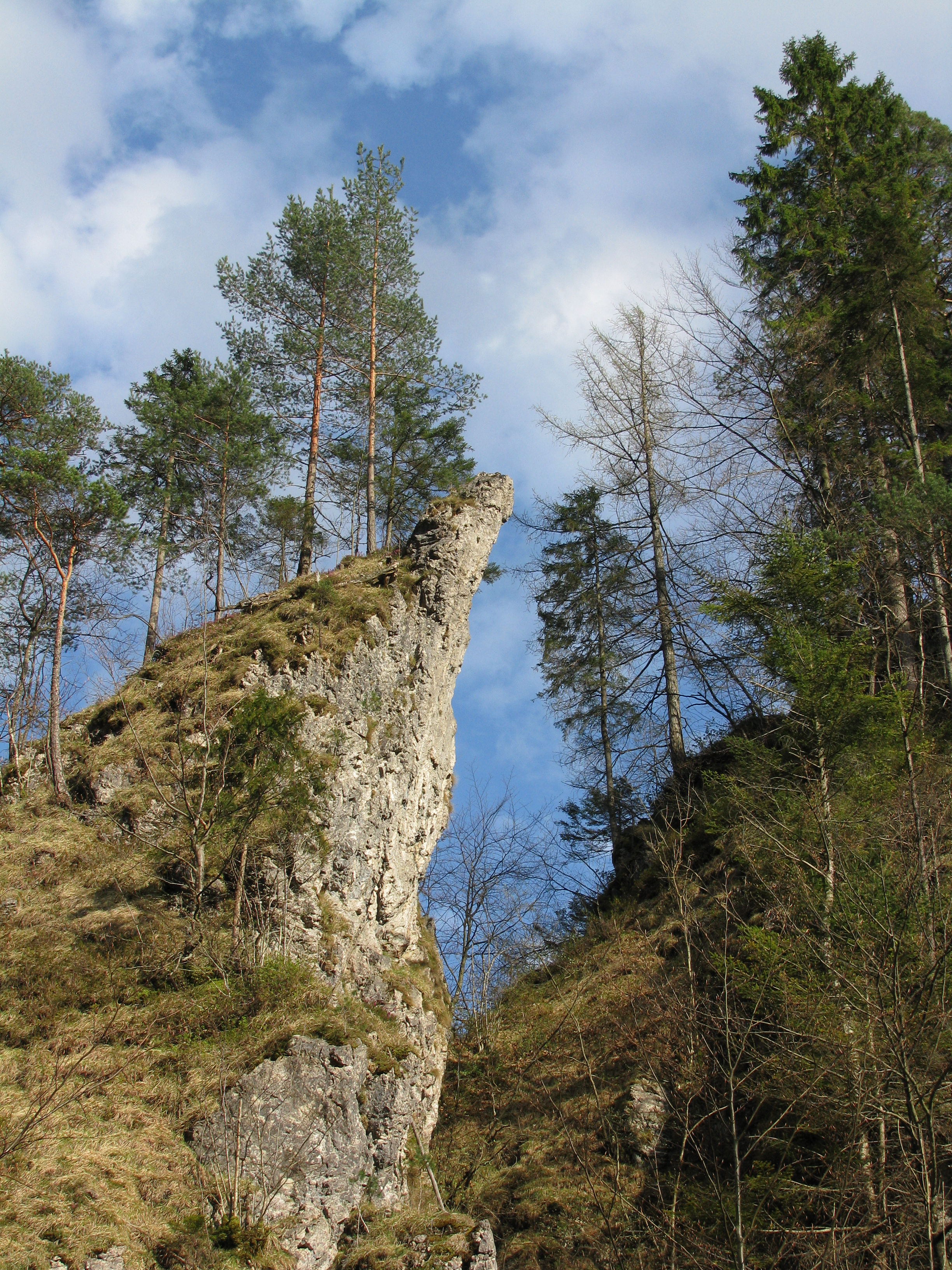
Felsformation